# Lima Duarte
Lima Duarte, nome artístico de Ariclenes Venâncio Martins (Sacramento, 29 de março de 1930), é um ator, diretor de telenovela, radialista, dublador, apresentador e locutor brasileiro. Reconhecido como um dos pioneiros da televisão brasileira, ele esteve presente desde sua inauguração e é amplamente considerado um dos mais prestigiados e influentes atores do país, tendo alcançado a fama por meio de diversos papéis memoráveis ao longo da história da teledramaturgia no Brasil.

## Biografia

### O começo
Nascido no interior de Minas Gerais, num povoado chamado Nossa Senhora da Purificação do Desemboque e do Sagrado Sacramento, referido por ele como "Desemboque", distrito de Sacramento, chegou em São Paulo de carona num caminhão que transportava mangas.
Filho do boiadeiro araguarino Antônio José Martins e da artista do circo América, Lima Duarte jamais se esqueceu de suas raízes, e viu na oportunidade uma forma de entrar em contato com a figura paterna. “Estar aqui na cidade (Araguari), para mim, é de certa forma encontrar-me com meu pai, com um passado que eu não tive oportunidade de conhecer. Tenho certeza de que ele permanece vivo em meu coração e em minhas lembranças, das quais também fará parte”.

## Carreira
Começou a trabalhar em rádio, como faz-tudo, até chegar a sonoplasta e, finalmente, a radioator, quando adotou o nome artístico de Lima Duarte por sugestão de sua mãe, que era espírita e lhe aconselhou o nome de seu guia. Ingressou na televisão, da qual é um dos pioneiros no Brasil.
Esteve no elenco da primeira telenovela brasileira, Sua Vida Me Pertence, tornando-se um dos principais nomes do gênero.
Também fez dublagens em português de desenhos animados norte-americanos da Hanna-Barbera, como o Manda-Chuva (e também a segunda voz do Espeto), o Wally Gator, o Dum-Dum de Tartaruga Touché.
Atuou em peças teatrais de protesto como Arena conta Zumbi de Augusto Boal e Gianfrancesco Guarnieri. Foi um dos atores que foram membros do Teatro de Arena em São Paulo, um dos principais redutos da dramaturgia brasileira.

### Televisão

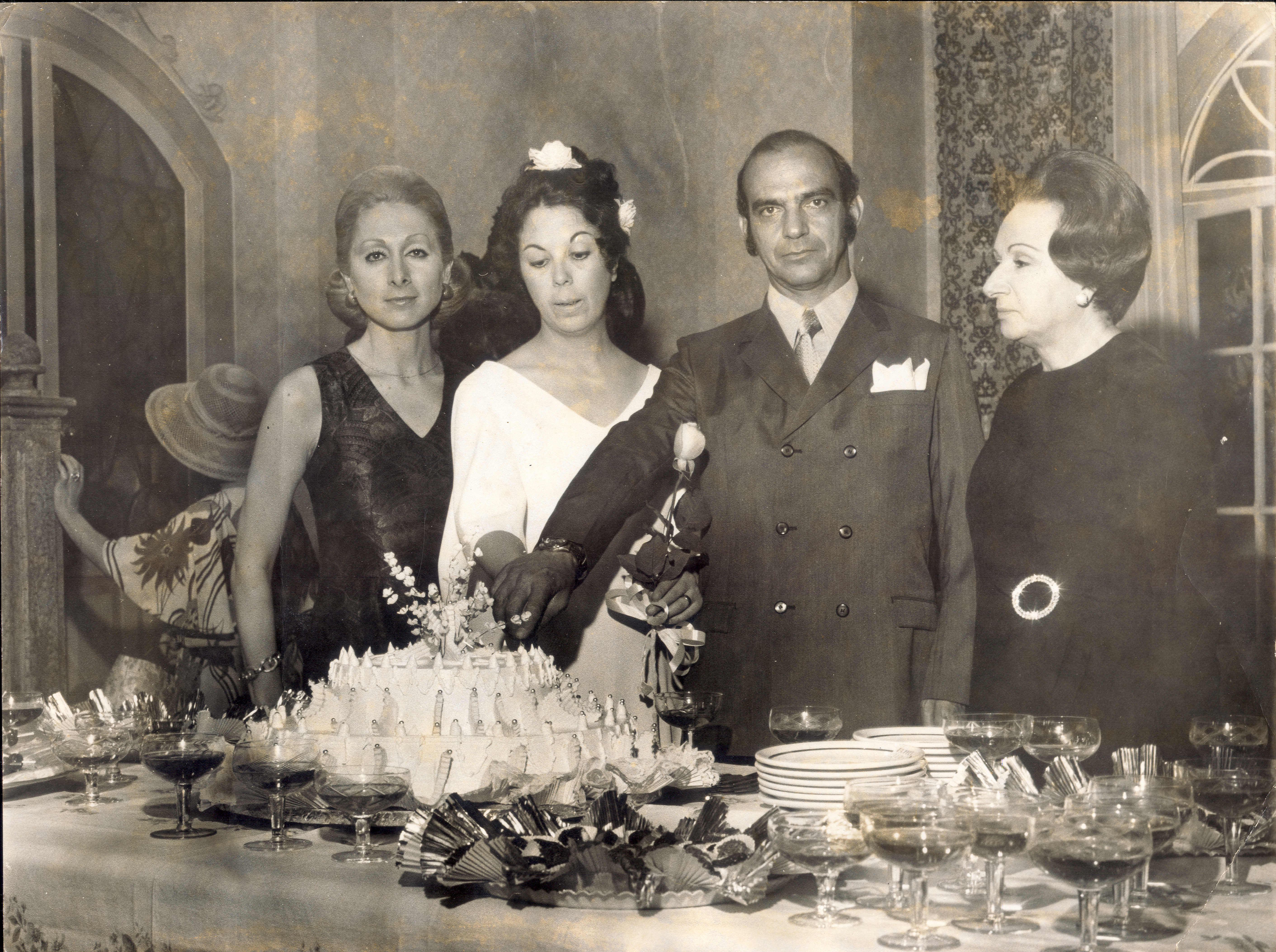
Cena da novela A Fábrica da TV Tupi onde vê-se, da esquerda para a direita, Aracy Balabanian, Lúcia Mello, Lima Duarte e Dina Lisboa.

Depois de anos na TV Tupi, onde passou por grandes dificuldades financeiras devido ao caos da emissora, que acabou falindo, foi contratado pela Rede Globo como diretor, graças à fama obtida pela direção de duas novelas de grande sucesso e popularidade nos anos 60, O Direito de Nascer e Beto Rockfeller, ambas ainda na TV Tupi. Conseguiu dar um salto na carreira ao interpretar o personagem Zeca Diabo, na novela O Bem-Amado (1973), de Dias Gomes. Imitando a voz fina de um parente na interpretação desse matador, obteve grande notoriedade e foi premiado, transformando esse personagem num dos maiores sucessos da história das telenovelas. Em 1975, na primeira versão da telenovela Pecado Capital, exibida pela Rede Globo,  interpretou o empresário da alta moda Salviano Lisboa,  que se apaixona por Lucinha (Betty Faria), uma desconhecida e pobre operária de sua empresa. Em 1984, substituiu Rolando Boldrin no programa Som Brasil, onde também contava histórias de escritores consagrados como Guimarães Rosa.

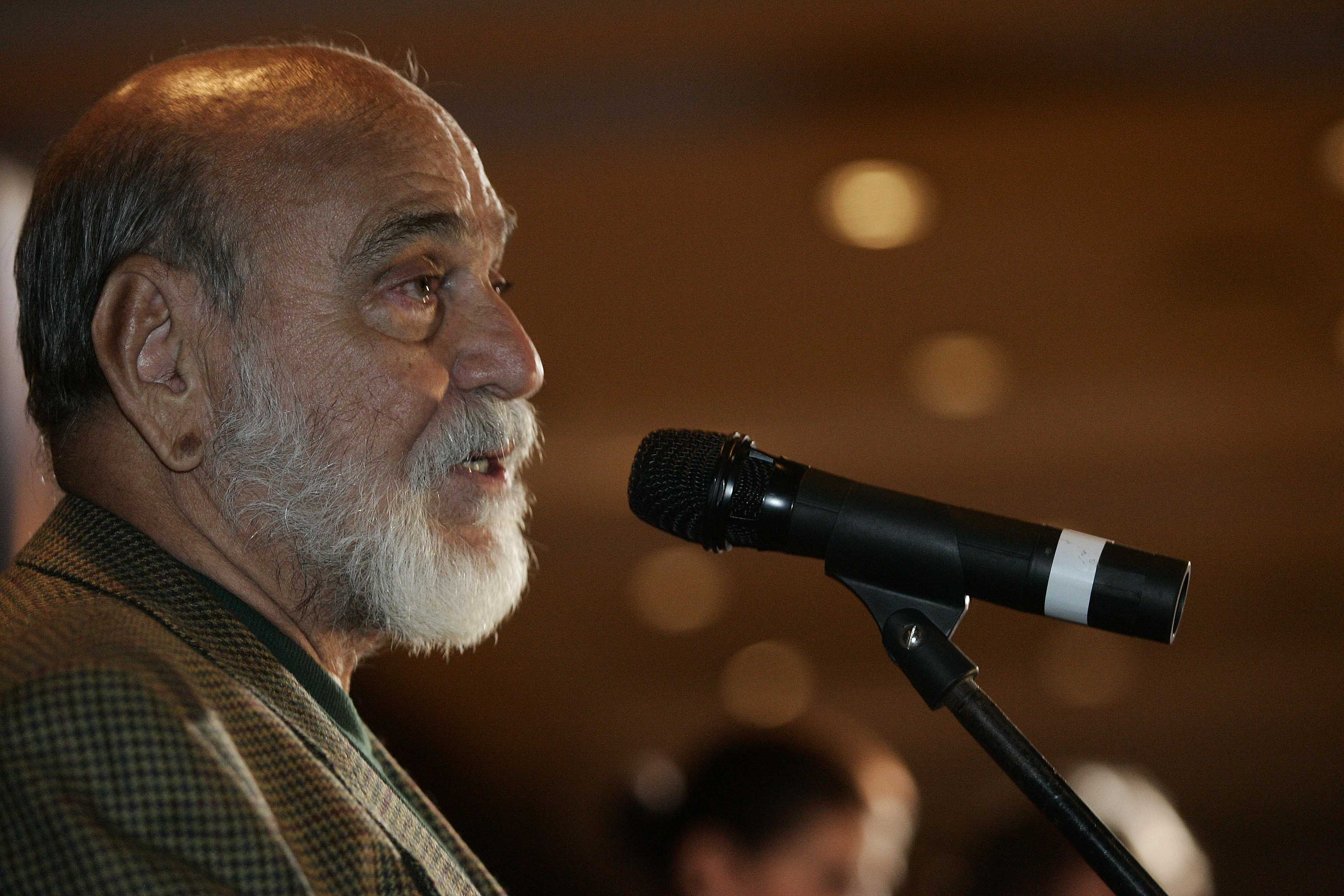
Lima Duarte.

Outro personagem antológico da história da telenovela brasileira foi o Sinhozinho Malta de Roque Santeiro, novela escrita por Dias Gomes e Aguinaldo Silva. Tendo ganhado destaque também o milionário Dom Lázaro Venturini, sócio majoritário da Venturini Designers na novela Meu Bem, Meu Mal de Cassiano Gabus Mendes, o personagem foi responsável por uma das frases mais memoráveis da novela, a antológica frase: "Eu quero melão!". Houve também o histórico Sassá Mutema, de O Salvador da Pátria (1989). Assim como o seu personagem, também ele se apaixonou pela "professorinha" Clotilde, interpretada por Maitê Proença, mas não foi correspondido.
Em Da Cor do Pecado ele viveu o empresário Afonso Lambertini e protagonizou cenas emocionantes da trama, como a que  descobre que o filho não morreu e que logo em seguida é assassinado na frente dele.
Interpretou ainda o prefeito Viriato Palhares em Desejo Proibido (2007/08), novela exibida às 18 horas pela Rede Globo. Em Caminho das Índias (2009), foi Shankar, um brâmane, pai de Bahuan (Márcio Garcia). Interpretou o vilão Max Martinez em Araguaia (2010). Em Julho de 2015 aceita o convite da TV Cultura para apresentar o programa Viola, Minha Viola.  No mesmo ano, participou da novela I Love Paraisópolis interpretando o mafioso Dom Peppino. Em 2017, interpretou Jossafá, avô da protagonista Bianca Bin e marido de Fernanda Montenegro.

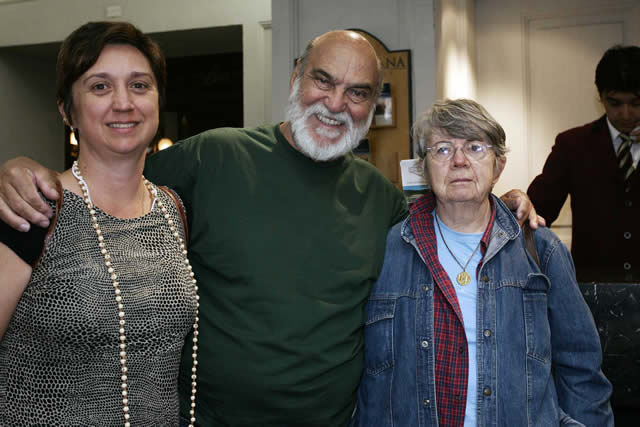
Lima Duarte com fãs.

Em dezembro de 2010, foi agraciado com a comenda da Ordem do Ipiranga pelo Governo do Estado de São Paulo. No ano de 2020, recebeu o prêmio de 'Mérito Cultural' da Pontifícia Universidade Católica do Rio Grande do Sul (PUC-RS).

## Dublagem
Lima Duarte também se destacou por dublar alguns personagens de desenho animado da produtora Hanna-Barbera entre 1962 a 1964:
- Catatau (Zé Colmeia)
- Pepe Legal
- Alfie Gator (Patinho Duque)
- Manda-Chuva e Espeto (Manda-Chuva)
- Wally Gator
- Dum Dum (Tartaruga Touché)
- Hans Beckert (Peter Lorre) em M - O Vampiro de Düsseldorf

## Vida pessoal
Lima foi casado entre os anos 1951 a 1961, com a atriz Marisa Sanches. Tornou-se pai adotivo da também atriz Débora Duarte. Entre 1965 e 1968, foi casado com Martha Godoy de Freitas. Entre os anos de 1970 e 1989, foi casado com Mara Martins, com quem teve os filhos Julia, Mônica e Pedro. É avô das atrizes Paloma Duarte e Daniela Duarte.
Lima declarou abertamente ser ateu. Politicamente, o ator é filiado ao Partido da Social Democracia Brasileira (PSDB).

## Filmografia

### Televisão

##### Como ator
| Ano     | Título                                   | Papel                                                         | Notas |
| ------- | ---------------------------------------- | ------------------------------------------------------------- | --- |
| 1951    | Sua Vida Me Pertence                     | Nestor                                                        | |
| 1952    | Rosas para o Meu Amor                    |                                                               | |
| 1952–60 | TV de Vanguarda                          | Vários personagens                                            | |
| 1954    | Casa de Bonecas                          | Krogstad                                                      | |
| 1954    | As Aventuras de Red Ringo                |                                                               | |
| 1954    | O Destino Desce de Elevador              |                                                               | |
| 1954    | Sangue na Terra                          | Joviano                                                       | |
| 1955    | Posto Avançado                           | Tomás                                                         | |
| 1955    | Engenho das Almas                        | Belarmino                                                     | |
| 1955    | Caminhos Sem Fim                         | Berto                                                         | |
| 1955    | Oliver Twist                             |                                                               | |
| 1956    | E o Vento Levou                          | Rhett Butler                                                  | |
| 1957    | Lever no Espaço                          | Geraldo Gomes                                                 | |
| 1958–59 | TV Teatro                                | Luiz                                                          | Episódio: "O Anel" |
| 1958–59 | TV Teatro                                | Baiano                                                        | Episódio: "Caixinha de Música"                                                                                         |
| 1958–59 | TV de Comédia                            |                                                               | Episódios: "O Azar de Chico Fogueteiro" (58), "Era uma Vez um Vagabundo" (58) e "Não Saias Esta Noite" (59)            |
| 1959–64 | Grande Teatro Tupi                       | Senador / Gonçalves / Tanaka                                  | |
| 1962    | Cleópatra                                | Júlio César                                                   | |
| 1963    | Tele-Teatro Brastemp                     | Diretor da penitenciária / alguns personagens                 | Episódios: "Beco sem Saída" "Um Desconhecido Bate à Porta" "Panorama Visto da Ponte" "Se Eu Contasse" "Senador Tanaka" |
| 1964    | Gutierritos, o Drama dos Humildes        | Gutierritos                                                   | |
| 1964    | O Direito de Nascer                      |                                                               | |
| 1964    | A Gata                                   | Barrabal                                                      | |
| 1965    | Um Rosto Perdido                         | Cândido                                                       | |
| 1965    | Olhos que Amei                           | Leopoldo                                                      | |
| 1965    | O Mestiço                                |                                                               | |
| 1966    | Os Irmãos Corsos                         | Lorenzo                                                       | |
| 1966    | A Ré Misteriosa                          | Fernando                                                      | |
| 1966    | Calúnia                                  | Moreira                                                       | |
| 1967    | Paixão Proibida                          | Santa Maria                                                   | |
| 1968    | Beto Rockfeller                          | Domingos / Duarte / Manoel Maria / Conde Wladimir / Secundino | |
| 1968    | O Rouxinol da Galileia                   | Silviano                                                      | |
| 1968    | O Décimo Mandamento                      | Salvador                                                      | |
| 1970    | As Bruxas                                | Michel Martin                                                 | |
| 1971    | A Fábrica                                | Ariovaldo (Pepê)                                              | |
| 1973    | O Bem-Amado                              | José Tranquilino da Conceição (Zeca Diabo)                    | |
| 1973    | Os Ossos do Barão                        | Egisto Ghirotto                                               | |
| 1973–78 | Caso Especial                            | Zé Bigorna                                                    | Episódio: "Duelo" Episódio: "O Capote" Episódio: "O Crime de Zé Bigorna" Episódio: "O Homem que Veio do Céu"           |
| 1974    | O Rebu                                   | Boneco                                                        | |
| 1975    | Roque Santeiro                           | Francisco Teixeira Malta (Sinhozinho Malta)                   | Versão censurada |
| 1975    | Pecado Capital                           | Salviano Lisboa                                               | |
| 1977    | Espelho Mágico                           | Bartolomeu Esperança (Carijó)                                 | |
| 1979    | Pai Herói                                | Malta Cajarana                                                | Episódio: "29 de janeiro"                                                                                              |
| 1979    | Pai Herói                                | Velho Cajarana                                                | Episódio: "29 de janeiro"                                                                                              |
| 1979    | Marron Glacê                             | Oscar                                                         | |
| 1980    | TV Ano 30                                | Apresentador                                                  | Episódio: "Televisão: A Aventura"                                                                                      |
| 1980–84 | O Bem-Amado                              | Zeca Diabo                                                    | |
| 1982    | Paraíso                                  | Zé das Mortes                                                 | |
| 1983    | Quarta Nobre                             | Amaro                                                         | Episódio: "Quando o Outono Chegar"                                                                                     |
| 1983    | Champagne                                | Raul                                                          | |
| 1984    | Partido Alto                             | José Antônio de Souza (Cocada)                                | Episódio: "9 de maio"                                                                                                  |
| 1984    | Caso Verdade                             | Jacobino                                                      | Episódio: "Esperança"                                                                                                  |
| 1985    | O Tempo e o Vento                        | Rafael Pinto Bandeira                                         | |
| 1985    | Tenda dos Milagres                       | Contador de milagres                                          | Episódio: "29 de julho"                                                                                                |
| 1985    | Roque Santeiro                           | Francisco Teixeira Malta (Sinhozinho Malta)                   | |
| 1987    | Expresso Brasil                          | Zeca Diabo / Sinhozinho Malta / Salviano Lisboa               | |
| 1987    | Canção de Todas as Crianças              | Rei                                                           | Especial musical |
| 1989    | O Salvador da Pátria                     | Salvador da Silva (Sassá Mutema)                              | |
| 1990    | Rainha da Sucata                         | Onofre Pereira                                                | Episódios: "2–3 de abril" Episódio: "13 de outubro"                                                                    |
| 1990    | Meu Bem, Meu Mal                         | Dom Lázaro Venturini                                          | |
| 1992    | Pedra sobre Pedra                        | Murilo Pontes                                                 | |
| 1993    | Você Decide                              | Antônio Lobato (Antônio Rezador)                              | Episódio: "O Juramento"                                                                                                |
| 1993    | O Mapa da Mina                           | Delegado Mauro                                                | Episódio: "29 de março"                                                                                                |
| 1993    | O Mapa da Mina                           | Ele mesmo                                                     | Episódio: "4 de setembro"; homenagem a Cassiano Gabus Mendes                                                           |
| 1993    | Caso Especial                            | Deus                                                          | Episódio: "O Santo que Não Acreditava em Deus"                                                                         |
| 1993    | Agosto                                   | Ibrahim Assad (Turco Velho)                                   | |
| 1993    | Fera Ferida                              | Emiliano Cerqueira Bentes (Major Bentes)                      | |
| 1995    | A Próxima Vítima                         | José Mestieri (Zé Bolacha)                                    | |
| 1995    | Engraçadinha: Seus Amores e Seus Pecados | Druggist                                                      | |
| 1996    | O Fim do Mundo                           | Coronel Ildásio Junqueira                                     | |
| 1996    | Sai de Baixo                             | Joca                                                          | Episódio: "Me Engana Que Eu Gosto"                                                                                     |
| 1996    | Sai de Baixo                             | Anjo de Caco                                                  | Episódio: "O Céu Pode Espernear"                                                                                       |
| 1997    | A Indomada                               | Murilo Pontes                                                 | |
| 1997    | Você Decide                              | Cosme / Carlos                                                | Episódio: "O Sósia" |
| 1997    | Você Decide                              | Episódio:"Vida Dupla"                                         | |
| 1997    | Conto de Natal                           | Sr. Elias                                                     | Especial de fim de ano                                                                                                 |
| 1998    | Corpo Dourado                            | José Paulo Moreira de Barros (Zé Paulo)                       | Episódio: "12 de janeiro"                                                                                              |
| 1998    | Pecado Capital                           | Tonho Alicate                                                 | |
| 1999    | O Auto da Compadecida                    | Bispo                                                         | |
| 1999    | Você Decide                              | Caio Nazareth                                                 | Episódio: "O Príncipe da Feira"                                                                                        |
| 1999    | Você Decide                              | Episódio: "Fidelidade"                                        | |
| 2000    | Você Decide                              | Tuco                                                          | Episódio: "Uma Lição das Arábias"                                                                                      |
| 2000    | Uga Uga                                  | Nikolaos Karabastos (Nikos)                                   | |
| 2001    | Porto dos Milagres                       | Senador Victório Vianna                                       | |
| 2001    | Brava Gente                              | Washington                                                    | Episódio: "A Coleira do Cão"                                                                                           |
| 2002    | O Quinto dos Infernos                    | Marcos de Noronha e Brito                                     | |
| 2002    | Sabor da Paixão                          | Miguel Maria Coelho                                           | Episódios: "30 de setembro–9 de outubro"                                                                               |
| 2003    | Sítio do Picapau Amarelo                 | João Melado                                                   | Episódio: "O Primo do Carijó"                                                                                          |
| 2004    | Da Cor do Pecado                         | Dr. Afonso Lambertini                                         | |
| 2004    | O Pequeno Alquimista                     | Filolal                                                       | Especial de fim de ano                                                                                                 |
| 2005    | Senhora do Destino                       | Senador Victório Vianna                                       | Episódios: "3–12 de março"                                                                                             |
| 2005    | Belíssima                                | Murat Güney                                                   | |
| 2007    | Amazônia, de Galvez a Chico Mendes       | Bento                                                         | |
| 2007    | Desejo Proibido                          | Prefeito Viriato Palhares                                     | |
| 2009    | Caminho das Índias                       | Shankar Sündrani                                              | |
| 2009    | Chico e Amigos                           | Diego Pepino, o Vampiro Argentino                             | Especial de fim de ano                                                                                                 |
| 2010    | Araguaia                                 | Maximiliano Martínez (Max)                                    | |
| 2012    | O Segredo do Natal                       | Rei Honório                                                   | Especial de fim de ano                                                                                                 |
| 2014    | Didi e o Segredo dos Anjos               | Sábio                                                         | Especial de fim de ano                                                                                                 |
| 2015    | Os Experientes                           | Dr. Ernesto Pricolli                                          | Episódio: "O Primeiro Dia"                                                                                             |
| 2015    | I Love Paraisópolis                      | Giussepe Sarti (Dom Peppino)                                  | |
| 2017    | O Outro Lado do Paraíso                  | Josafá Tavares                                                | |
| 2018    | Treze Dias Longe do Sol                  | Dr. Rupp                                                      | |
| 2019    | Tá no Ar: a TV na TV                     | Ele mesmo                                                     | Episódio: "12 de fevereiro"                                                                                            |
| 2021    | Aruanas                                  | Mauro                                                         | Temporada 2 |
| 2022    | Além da Ilusão                           | Afonso Camargo                                                | Episódios: "7–11 de fevereiro"                                                                                         |
| 2025    | Pablo e Luisão                           | Senhorzinho                                                   | Episódio: "Enterro do Tio Zé"                                                                                          |

##### Como apresentador
| Ano     | Título                         | Emissora   |
| ------- | ------------------------------ | ---------- |
| 1984–89 | Som Brasil                     | Rede Globo |
| 1993    | Você Decide (de 21/07 a 29/09) | Rede Globo |

##### Como diretor
| Ano  | Título               | Emissora   |
| ---- | -------------------- | ---------- |
| 1968 | Beto Rockfeller      | Rede Tupi  |
| 1970 | Toninho on the Rocks | Rede Tupi  |
| 1972 | O Bofe               | Rede Globo |

### Cinema
| Ano  | Título                                   | Papel                 | Notas                          |
| ---- | ---------------------------------------- | --------------------- | ------------------------------ |
| 1949 | Quase no Céu                             |                       |                                |
| 1950 | Modelo 19                                | Narrador              |                                |
| 1956 | O Sobrado                                | Gervásio              |                                |
| 1957 | Paixão de Gaúcho                         | Baeta                 |                                |
| 1958 | O Grande Momento                         |                       |                                |
| 1958 | Chão Bruto                               |                       |                                |
| 1963 | O Rei Pelé                               | Narrador              |                                |
| 1968 | Trilogia do Terror                       | Miguel                |                                |
| 1974 | Guerra Conjugal                          | Osíris                |                                |
| 1976 | O Jogo da Vida                           | Malagueta             |                                |
| 1976 | Contos Eróticos                          | O Fazendeiro          | Segmento: "O Arremate"         |
| 1976 | A Queda                                  | Salatiel              |                                |
| 1977 | O Crime do Zé Bigorna                    | Zé Bigorna            |                                |
| 1979 | Kilas, o Mau da Fita                     | Major                 |                                |
| 1980 | O Menino Arco-Íris                       | Salteador de estradas |                                |
| 1980 | Os Sete Gatinhos                         | Noronha               |                                |
| 1983 | Sargento Getúlio                         | Getúlio               |                                |
| 1987 | Lua Cheia                                | Guimarães             |                                |
| 1988 | Corpo em Delito                          | Athos Moreira Brasil  |                                |
| 1997 | Boleiros - Era uma Vez o Futebol         | Edil                  |                                |
| 1997 | A Ostra e o Vento                        | José                  |                                |
| 1998 | Novembrada                               | João Figueiredo       | Curta-metragem                 |
| 1998 | O Rio do Ouro                            | António               |                                |
| 2000 | Palavra e Utopia                         | Padre Antônio Vieira  |                                |
| 2000 | O Auto da Compadecida                    | Bispo                 |                                |
| 2000 | Eu Tu Eles                               | Osias                 |                                |
| 2003 | O Preço da Paz                           | Gumercindo Saraiva    |                                |
| 2003 | As Tranças de Maria                      | Narrador (apenas voz) |                                |
| 2005 | 2 Filhos de Francisco                    | Benedito              |                                |
| 2005 | Depois Daquele Baile                     | Freitas               |                                |
| 2005 | Espelho Mágico                           | Padre Clodel          |                                |
| 2006 | A Ilha do Terrível Rapaterra             | Rapaterra             |                                |
| 2006 | Boleiros 2 - Vencedores e Vencidos       | Edil                  |                                |
| 2007 | Eurípedes Barsanulfo - Educador e Médium | Narrador              | Documentário                   |
| 2010 | Topografia de um Desnudo                 | Russo                 |                                |
| 2011 | Assalto ao Banco Central                 | Chico Amorim          |                                |
| 2011 | Família Vende Tudo                       | Ariclenes             | Também como produtor associado |
| 2012 | Colegas                                  | Arlindo               |                                |
| 2012 | E a Vida Continua...                     | Benfeitor Ribas       |                                |
| 2013 | A Busca                                  | Emiliano Gadelha      |                                |
| 2013 | Vazio Coração                            | Jorge Gusmão          |                                |
| 2015 | Meus Dois Amores                         | Nhô Peixoto           |                                |
| 2016 | Deserto                                  | Dom Aleixo            | Curta-metragem                 |
| 2017 | Malasartes e o Duelo com a Morte         | Narrador              |                                |
| 2019 | A Volta Para Casa                        | Plínio                | Curta-metragem                 |
| 2019 | O Juízo                                  | Costa Breves          |                                |
| 2024 | A Fúria                                  | Salatiel              | [ 63 ]                         |

### Internet
| Ano           | Título      | Cargo        | Plataforma |
| ------------- | ----------- | ------------ | ---------- |
| 2020-presente | Lima Duarte | Apresentador | YouTube    |

## Teatro
| Ano  | Título                           |
| ---- | -------------------------------- |
| 1951 | Todos Os Filhos de Deus Têm Asas |
| 1958 | Eles não Usam Black-tie          |
| 1961 | O Testamento do Cangaceiro       |
| 1962 | Os Fuzis da Senhora Carrar       |
| 1964 | Tartufo                          |
| 1966 | Arena Conta Zumbi                |
| 1967 | O Estranho Casal                 |
| 1987 | Bonifácio Bulhões                |

## Prêmios e indicações
| Ano  | Premiação                                             | Categoria                     | Nomeações                                                       | Resultado |
| ---- | ----------------------------------------------------- | ----------------------------- | --------------------------------------------------------------- | --------- |
| 1953 | Prêmio Roquette Pinto                                 | Melhor Ator de Televisão      | TV de Vanguarda                                                 | Venceu    |
| 1960 | Troféu Imprensa                                       | Melhor Ator                   | O Último dos Morungabos                                         | Venceu    |
| 1960 | Prêmio Roquette Pinto                                 | Melhor Ator de Televisão      | O Último dos Morungabos                                         | Venceu    |
| 1961 | Prêmio Saci                                           | Melhor Ator                   | O Testamento do Cangaceiro                                      | Venceu    |
| 1969 | Troféu Imprensa                                       | Melhor Diretor de Telenovela  | Beto Rockfeller                                                 | Indicado  |
| 1970 | Troféu Imprensa                                       | Melhor Diretor de Telenovela  | Beto Rockfeller                                                 | Venceu    |
| 1973 | Troféu Imprensa                                       | Revelação Masculina           | O Bem-Amado                                                     | Venceu    |
| 1976 | Troféu Imprensa                                       | Melhor Ator                   | Pecado Capital                                                  | Venceu    |
| 1977 | Troféu Associação Paulista de Críticos de Arte (APCA) | Melhor Ator de Televisão      | Pecado Capital                                                  | Venceu    |
| 1977 | Festival Internacional de Cinema de Brasília          | Melhor Ator                   | O Crime do Zé Bigorna                                           | Venceu    |
| 1978 | Troféu Associação Paulista de Críticos de Arte (APCA) | Melhor Ator de Televisão      | Espelho Mágico                                                  | Venceu    |
| 1983 | Festival de Cinema de Gramado                         | Melhor Ator                   | Sargento Getúlio                                                | Venceu    |
| 1983 | Festival de Havana                                    | Melhor Ator                   | Sargento Getúlio                                                | Venceu    |
| 1984 | Troféu Associação Paulista de Críticos de Arte (APCA) | Melhor Ator de Cinema         | Sargento Getúlio                                                | Venceu    |
| 1986 | Troféu Imprensa                                       | Melhor Ator                   | Roque Santeiro                                                  | Venceu    |
| 1986 | Troféu Associação Paulista de Críticos de Arte (APCA) | Melhor Ator de Televisão      | Roque Santeiro                                                  | Venceu    |
| 1987 | Troféu Imprensa                                       | Melhor Ator                   | Roque Santeiro                                                  | Indicado  |
| 1990 | Troféu Imprensa                                       | Melhor Ator                   | O Salvador da Pátria                                            | Venceu    |
| 1991 | Troféu Associação Paulista de Críticos de Arte (APCA) | Melhor Ator                   | Corpo em Delito                                                 | Venceu    |
| 1993 | Troféu Imprensa                                       | Melhor Ator                   | Pedra sobre Pedra                                               | Venceu    |
| 1999 | Prêmio Guarani de Cinema Brasileiro                   | Melhor Ator Coadjuvante       | A Ostra e o Vento                                               | Indicado  |
| 2000 | Festival de Veneza                                    | Melhor Ator                   | Palavra e Utopia                                                | Indicado  |
| 2000 | Festival de Cannes                                    | Menção Honrosa                | Eu Tu Eles                                                      | Venceu    |
| 2001 | Troféu Associação Paulista de Críticos de Arte (APCA) | Melhor Ator de Cinema         | Eu Tu Eles                                                      | Venceu    |
| 2001 | Prêmio Guarani de Cinema Brasileiro                   | Melhor Ator                   | Eu Tu Eles                                                      | Indicado  |
| 2004 | Festival de Cinema de Gramado                         | Troféu Oscarito               | Conjunto da Obra no Cinema                                      | Venceu    |
| 2004 | Prêmio Extra de Televisão                             | Melhor Ator                   | Da Cor do Pecado                                                | Indicado  |
| 2005 | Prêmio Contigo! de TV                                 | Melhor Ator Coadjuvante       | Da Cor do Pecado                                                | Indicado  |
| 2005 | Prêmio Arte Qualidade Brasil – SP                     | Melhor Ator Coadjuvante       | 2 Filhos de Francisco – A História de Zezé di Camargo e Luciano | Indicado  |
| 2005 | Prêmio Arte Qualidade Brasil – RJ                     | Melhor Ator Coadjuvante       | 2 Filhos de Francisco – A História de Zezé di Camargo e Luciano | Indicado  |
| 2006 | Troféu Mário Lago                                     | Prêmio Especial               | Conjunto da Obra na TV Globo                                    | Venceu    |
| 2006 | Prêmio Arte Qualidade Brasil                          | Melhor Ator Coadjuvante       | Belíssima                                                       | Indicado  |
| 2006 | Prêmio Magnífico                                      | Melhor Ator                   | Belíssima                                                       | Venceu    |
| 2008 | Prêmio Contigo! de TV                                 | Melhor Ator Coadjuvante       | Desejo Proibido                                                 | Indicado  |
| 2009 | Prêmio Arte Qualidade Brasil                          | Melhor Ator Coadjuvante       | Caminho das Índias                                              | Indicado  |
| 2009 | Prêmio Contigo! de TV                                 | Prêmio Especial               | Homenagem                                                       | Venceu    |
| 2011 | Prêmio Arte Qualidade Brasil                          | Melhor Ator Coadjuvante       | Araguaia                                                        | Indicado  |
| 2012 | Prêmio Contigo! de Cinema Nacional                    | Melhor Ator Coadjuvante       | Assalto ao Banco Central                                        | Indicado  |
| 2014 | Prêmio Guarani de Cinema Brasileiro                   | Melhor Ator Coadjuvante       | A Busca                                                         | Indicado  |
| 2019 | Prêmios CinEuphoria                                   | Prêmio Honorário              | Carreira                                                        | Venceu    |
| 2019 | Brazil International Film Festival                    | Prêmio Especial               | Homenagem                                                       | Venceu    |
| 2019 | Prêmio Florianópolis Audiovisual Mercosul (FAM)       | Melhor Ator                   | A Volta para Casa                                               | Venceu    |
| 2020 | FestCine Pinhais                                      | Melhor Ator em Curta-metragem | A Volta para Casa                                               | Venceu    |